# Église Saint-Jean de Clerkenwell

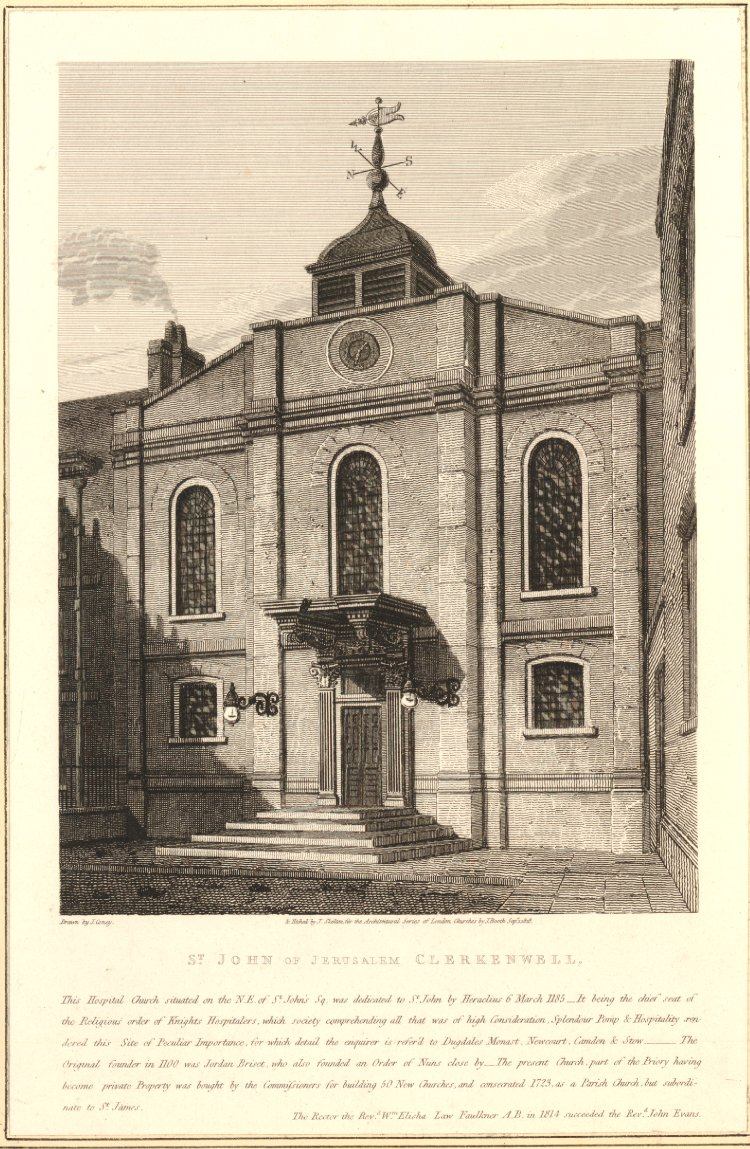
"Architectura Ecclesiastica Londini / St John of Jerusalem Clerkenwell", eau-forte et gravure, par l'éditeur et graveur britannique Joseph

L’église Saint-Jean de Clerkenwell est l'église paroissiale de Clerkenwell, à Londres. Elle est abritée au sein d'une reconstruction de l'ancien prieuré de Clerkenwell (ses cryptes sont celles de l'église du prieuré).

## Historique
L'église d'origine, ronde, a été consacrée en 1185 par Héraclius d'Auvergne, Patriarche latin de Jérusalem. Sa trace est visible devant l'édifice actuel, dans St John's Square. Elle a probablement été détruite lors de l'incendie du prieuré en 1381, au cours de la révolte des paysans.
L'édifice actuel a été restauré et amélioré par M. Griffith en 1845. En 1868, il est devenu un presbytère. Les murs de l'ancien chœur ont été reconstruits après les bombardements allemands en 1941.